# Thư thứ nhất gửi ông Timôthê
Thư thứ nhất gửi ông Timôthê (1 Timôthê) là một sách trong Thánh Kinh Tân Ước.  Sách ghi lại bức thư do sứ đồ Phaolô gởi cho Timôthê, một mục sư trẻ đang quản nhiệm Hội Thánh tại thành phố Ê-phê-sô, thuộc Hy Lạp trong thế kỷ thứ nhất và thuộc Thổ Nhĩ Kỳ ngày nay.  Tên của sách thường được gọi ngắn gọn là 1 Timôthê.

## Khái Quát
Thư thứ nhất gửi ông Timôthê cùng với 2 Timôthê và sách Titô được các nhà nghiên cứu phân loại là các Thư Tín Mục Vụ.  Ba sách này ghi lại những lời hướng dẫn về cách tổ chức và điều hành Hội Thánh mà một người lãnh đạo Hội Thánh cần biết.

## Tác Giả
Tác giả thư 1 Timôthê là Sứ đồ Phao-lô.  Tác quyền được ghi nhận trong lời chào trong phần mở đầu của bức thư (1 Ti-mô-thê 1:1).

## Bố Cục
I. Lời chào thăm (1:1-2)
II. Cảnh cáo về nguy hại của tà giáo (1:3-11)
1.	Bản chất của tà giáo (1:3-7)
2.	Chủ đích của luật pháp (1:8-11)
III. Ân điển của Đức Chúa Trời (1:12-17)
IV. Mục đích của huấn thị (1:18-20)
V. Những huấn thị liên quan đến việc quản trị Hội Thánh (2:1-3:17)
1.	Vài lưu ý trong giờ thờ phượng chung (2:1-26)
1. Vấn đề cầu nguyện khi thờ phượng chung (2:1-8)
2. Vai trò phụ nữ trong giờ thờ phượng chung (2:9-15)

2.	Phẩm cách của lãnh đạo Hội Thánh (3:1-13)
1. Các giám mục (3:1-7)
2. Các chấp sự (3:8-13)

3.	Chủ đích của các huấn thị (3:14-16)
VI. Phương pháp đối phó với tà giáo (4:1-22)
1.	Đặc điểm của tà giáo (4:1-5)
2.	Phương pháp đối phó (4:6-16)
VII. Những thành phần khác nhau trong Hội Thánh (5:1-6:2)
1.	Phụ lão và thanh niên (5:1-2)
2.	Quả phụ (5:3-16)
3.	Trưởng lão (5:17-25)
4.	Nô lệ (6:1-2)
5.	Giáo sư giả (6:3-5)
6.	Những người tham tiền (6:6-10)
7.	Trách nhiệm của lãnh đạo (6:11-16)
8.	Người giàu (6:17-19)
IX. Lời kết (6:20-21)

## Các Bản Dịch Việt Ngữ
- Ủy ban Kinh Thánh - Hội đồng Giám mục Việt Nam
- I Ti-mô-thê - Thư Viện Tin Lành.